# داغ‌دیبی (پوزانتی)
داغ‌دیبی (به ترکی استانبولی: Dağdibi) یک منطقهٔ مسکونی در ترکیه است که در پوزانتی واقع شده‌است.